# Hermann von Beckerath (Cellist)

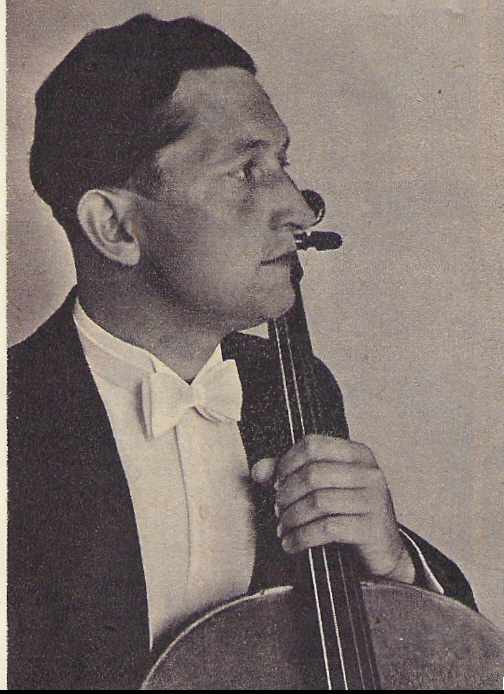
Hermann von Beckerath

Hermann von Beckerath (* 26. September 1909 in Hamburg; † 13. Juli 1964 in München) war ein deutscher Cellist.

## Leben
Hermann von Beckerath wurde 1909 in Hamburg als Sohn des Malers Willy von Beckerath und der Pianistin Luise „Lulu“ von Beckerath (1872–1958) geboren. Sein älterer Bruder war der Orgelbauer Rudolf von Beckerath. Hermann Beckerath war als Professor in München sowie als Solocellist unter anderem mit den Münchner Philharmonikern tätig. Er spielte bei den Richard-Wagner-Festspielen und veranstaltete zahlreiche Tourneen. Er stand 1944 in der Gottbegnadeten-Liste.
Beckerath war Interpret unter anderem von Johann Sebastian Bach und zeitgenössischer Musik, auch von Heinrich Kaspar Schmid.